# Pomacanthus
Pomacanthus is een geslacht van keizersvissen waarvan de soorten  veel voorkomen op koraalriffen van de Indische- en Stille Oceaan en in de Rode Zee. Jonge dieren zijn doorgaans heel anders getekend dan volwassen dieren. Deze solitair of in paren levende vissen zijn doorgaans opvallend gekleurd en felle verdedigers van hun territorium. 

## Soorten
- Pomacanthus annularis (Bloch, 1787)
- Pomacanthus arcuatus (Linnaeus, 1758) – Zwarte Keizersvis
- Pomacanthus asfur (Forsskål, 1775)
- Pomacanthus chrysurus (Cuvier, 1831)
- Pomacanthus imperator (Bloch, 1787) – Keizersvis
- Pomacanthus maculosus (Forsskål, 1775) – Bruid van de zee
- Pomacanthus navarchus (Cuvier, 1831)
- Pomacanthus paru (Bloch, 1787) – Franse keizersvis
- Pomacanthus rhomboides (Gilchrist & Thompson, 1908)
- Pomacanthus semicirculatus (Cuvier, 1831)
- Pomacanthus sexstriatus (Cuvier, 1831)
- Pomacanthus xanthometopon (Bleeker, 1853)
- Pomacanthus zonipectus (Gill, 1862)

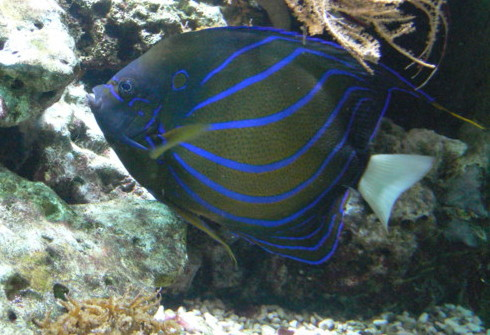
Pomacanthus annularis
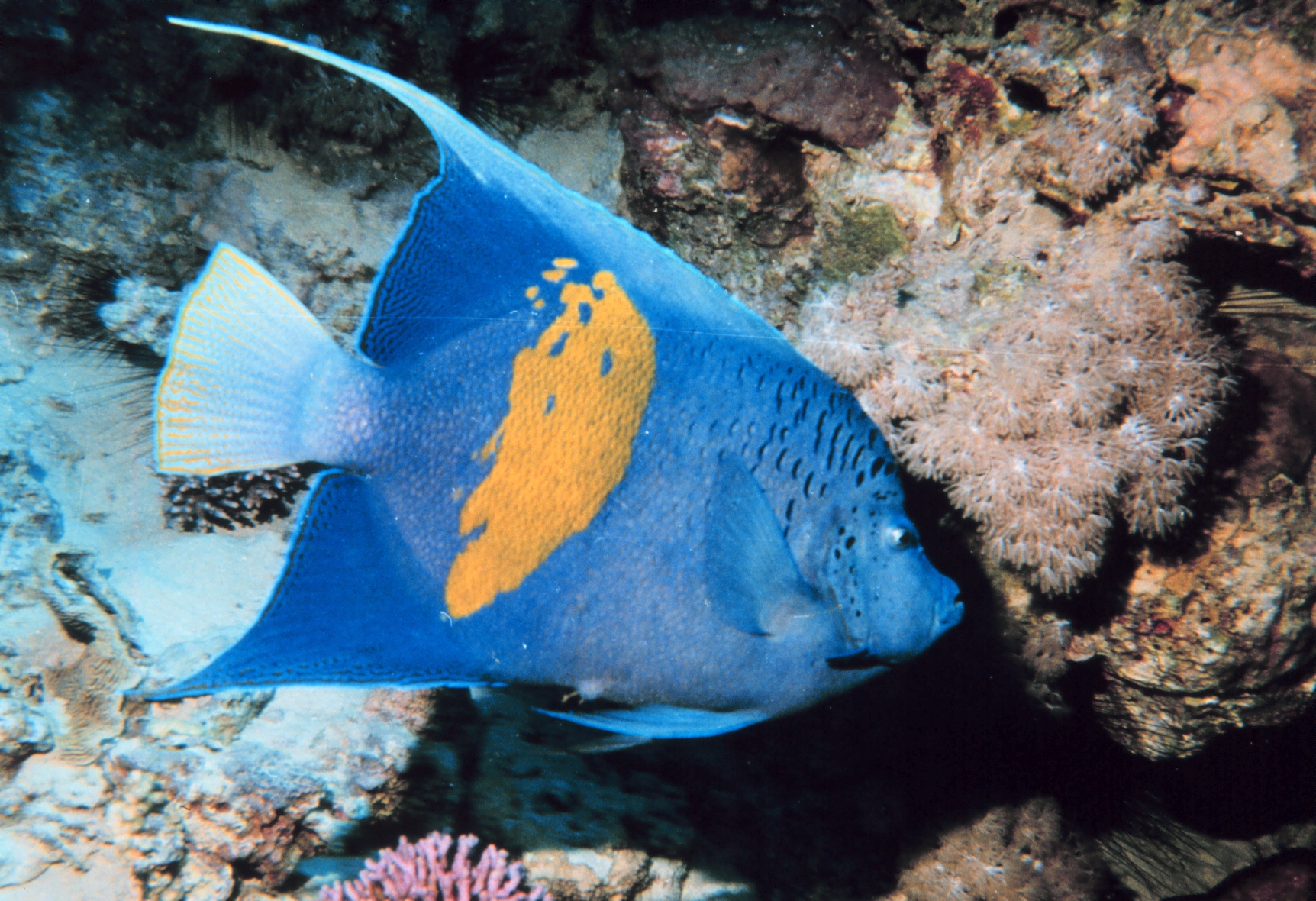
Pomacanthus maculosus
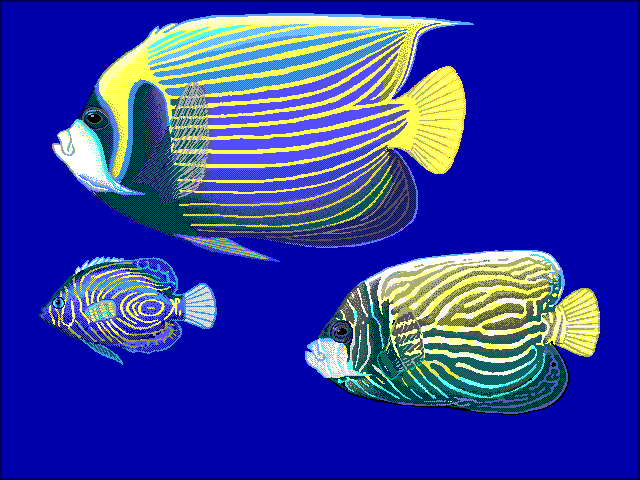
Pomacanthus imperator
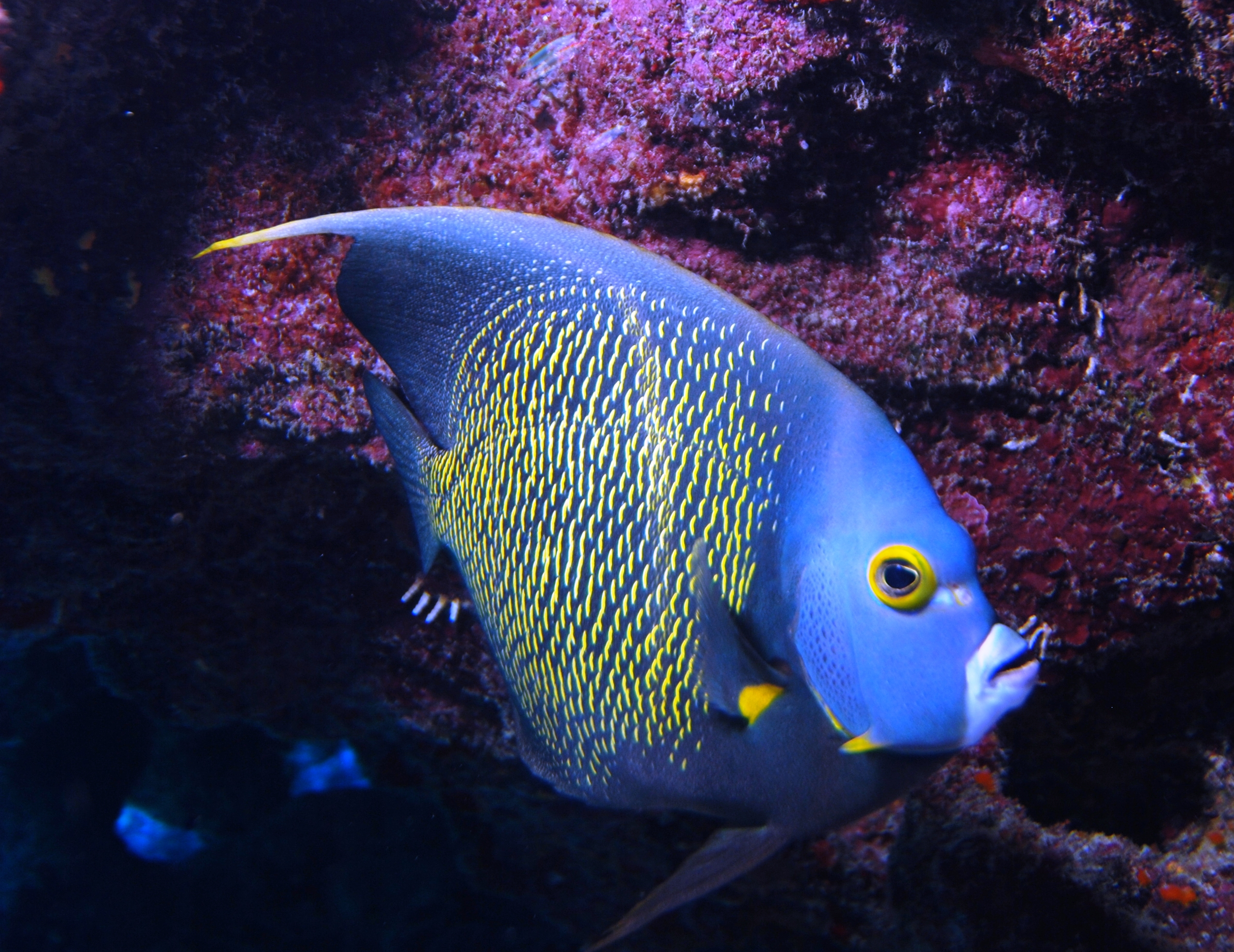
Pomacanthus paru